# Thomas Anderson (Segler)
Thomas James „Tom“ Anderson (* 24. Juli 1939 in Sydney; † 28. Juli 2010) war ein australischer Regattasegler.

## Biografie
Inspiriert von ihrem Vater, einem nationalen Meister in der 18-Fuß-Klasse, begannen Tom Anderson und sein Zwillingsbruder John Anderson gemeinsam in der Bootsklasse Flying Dutchman zu segeln. Ihre Wege trennten sich jedoch später. 1968 schaffte Tom es sich für die Olympischen Spiele in Mexiko-Stadt sich zu qualifizieren. Mit seiner Crew im Drachen belegte er den fünften Rang. 
Bei den Olympischen Spielen 1972 in München gewann er zusammen mit John Cuneo und John Shaw die Goldmedaille im Drachenboot gewinnen. Auch sein Zwillingsbruder John Anderson war bei den Spielen erfolgreich und wurde Olympiasieger im Star. Nach den Spielen beendete Thomas seine Karriere um sein eigenes Sanitärgeschäft zu gründen. Er wurde selbst Vater von Zwillingen. Sein Sohn Brad und seine Tochter Elise wurden beide ebenfalls Segler und nahmen 1991 an den Junioren-Weltmeisterschaften teil.